# Rakke
Rakke war eine Landgemeinde im estnischen Kreis Lääne-Viru mit einer Fläche von 226 km². Sie hatte 1820 Einwohner (1. Januar 2011). 2017 wurde sie der Landgemeinde Väike-Maarja hinzugefügt.
Neben dem Hauptort Rakke (1190 Einwohner) umfasste die Gemeinde die Dörfer Ao (deutsch: Hageweide), Emumäe, Lammasküla, Lasinurme, Liigvalla (Löwenwolde), Piibe (Piep), Salla (Sall) und Tammiku. Sie lag ca. 130 km von Tallinn und 32 km von Jõgeva entfernt.
Sehenswert sind die Gutshäuser von Lammasküla, Liigvalla, Piibe, Salla und Tammiku.

## Persönlichkeiten
- Õnne Kurg (* 1973), Skilangläuferin
- Rein Saluri (1939–2023), Schriftsteller und Dramatiker